# Jean-Luc Hervé
Pour les articles homonymes, voir Hervé.
Jean Luc Hervé est un compositeur français né le 10 août 1960 à Saint-Maur-des-Fossés.

## Biographie
Il étudie l'orchestration au conservatoire à rayonnement régional de Boulogne-Billancourt, puis la composition aux côtés de Gérard Grisey au Conservatoire national supérieur de musique de Paris. Il a été pensionnaire à la Villa Kujoyama de Kyoto en 2001 et pensionnaire au DAAD de Berlin en 2003. Influencé par la musique spectrale, il reçoit de nombreuses commandes d'institutions et d'orchestres internationaux.
Il vit à Paris. Il est professeur de conservatoire à rayonnement régional de Boulogne-Billancourt.

## Compositions
- Intérieur rouge, 1993, (5 musiciens : fl, cl, vl, vc, po), 8 min.
- Ciels, (1994, 2003), pour orchestre, 8 min.
- Le temps scintille, (1995), (12 musiciens), 7 min.
- Esprit métallique, (1996), pour six percussions, 12 min, commande de Radio-France.
- Dans l'heure brève, (1997), pour 2 violons solo et 5 musiciens, 15 min, commande de Radio-France.
- Encore, (1998-1999), (18 musiciens et électronique), 14 min, commande de l'IRCAM.
- In sonore, (2001), (7 musiciens), 8 min, commande de l'Ensemble Itinéraire.
- U-I, (2002), (Mezzo et 7 musiciens), 12 min, commande d'Etat.
- Flux, (2006), (17 musiciens et électronique), 20 min, commande de l'Ensemble Intercontemporain.
- Ein/Aus, (2008), (9 musiciens et électronique), 10 min, commande du Festival Ultraschall, Berlin.
- Alternance/topographie, (2009) (10 musiciens et électronique), 18 min.
- Ralentir/situer, (2009), pour six percussions + cd, 10 min, commande d'Etat.
- En mouvement, (2011), (7 musiciens), 15 min, commande de Musique nouvelle en liberté.
- De près, (2014), (7 musiciens et électronique), Biennale musique en scène de Lyon, commande d'Etat.

Musique de chambre
- Rêve de vol 2, pour clarinette et soprano, 1992, 8 min.
- Rêve de vol 1, pour alto et clarinette, 1996, 10 min.
- Dans l'ombre des anges, fl, cl, vc, perc, 1999, 5 min.
- 2, pour 2 pianos préparés, 2002, 7 min.
- Des oiseaux, 2003, 2 sopranos, 3 clarinettes, 12 min, commande d'Etat.
- En découverte, 2004, 2 violons, électronique et vidéo de Natacha Nisic, 9 min.
- Rêve de vol 3, 2004, pour soprano, clarinette, alto, 5 min.
- Entlöse, 2005, pour 4 musiciens et récitant, 12 min, commande de la LiteraturVerstat Berlin.
- Amplification/propagation 3, 2008, po, vl, al, vc, 10 min.
- En dehors, 2008, cl, vl, v, po, 10 min, commande de l'association orgue, hommage à Messiaen.
- 4, 2012, 2 po, 2 pc, 10 min, commande de la Ernst von Siemens Musikstiftung.

Concerts-installations, réalisations pluridisciplinaires
- Mémoire/spirale, 2005, 20 musiciens + électronique, 20 min + 15 min, Pour le réfectoire et le cloître de l'Abbaye de Royaumont, commande de Royaumont.
- Amplification/propagation, 2006, 11 musiciens + électronique, 30 min, concert-installation sur trois lieux du village de Rümlingen, Suisse.
- Réplique, 2006, 5 musiciens + électronique, 15 min + 15 min, installation-concert pour l'Université d'Architecture de Buenos Aires, Argentine.
- Au loin, 2010, 8 violoncelles + électronique, 20 min, concert-installation pour la carrière du Normandoux, commande de Césaré.
- Germination, 2013, ensemble + électronique, 30 min, concert-installation pour le site de l'Ircam, commande d'Etat.
- Biotope[1], 2020, Parc Villette Paris

Toutes les partitions sont éditées par les Edizioni Suvini Zerboni, Galleria del Corso, 4, 20122, Milano, Italie.

## Discographie
- Jean-Luc Hervé, Sillages avec l'Ensemble Sillages.
- Jean-Luc Hervé, Dans l'Heure brève[2], avec l'Ensemble Court-Circuit, dirigé par Pierre-André Valade et Renaud Déjardin.